# Міхалув (гміна Конецполь)
Міхалув (пол. Michałów) — село в Польщі, у гміні Конецполь Ченстоховського повіту Сілезького воєводства.
У 1975-1998 роках село належало до Ченстоховського воєводства.